# Otto Christopher von Munthe af Morgenstierne
Otto Christopher von Munthe af Morgenstierne (født 6. januar 1735 i København, død 17. marts 1809 i Hillerød) var en dansk godsejer og embedsmand.
Han var søn af Bredo von Munthe af Morgenstierne og Anna Dorothea Smith, blev student 1751 og juridisk kandidat 1753. 1758 fik han ansættelse som sekretær i Danske Kancelli og blev vice-landsdommer på Sjælland og Møn og fik 1765 «Survivance» som krigs- og landkommissær for Sjælland, Lolland-Falster og Møn, hvilket embede han tiltrådte 2 år senere. På sessionerne skal han ikke have været bonden god. Allerede 1762 var han blevet justitsråd og gik derefter rask igennem de forskellige rangklasser (etatsråd 1768, konferensråd 1776), indtil han 1783 blev deputeret i Generalitets- og Kommissariatskollegiet, hvor han blev et meget virksomt medlem, men hvorfra han allerede 1789 blev afskediget, måske fordi han var stemt imod stavnsbåndets ophævelse. Afskeden krænkede ham dybt og gjorde ham pirrelig. 1759 havde han overtaget Bækkeskov gods, som han udvidede, men 1796 solgte til friherre Charles August Selby. Han døde 17. marts 1809.
Munthe af Morgenstierne var gift tre gange. 1. gang 26. juni 1760 med Marie Bolette Reichard (1741 – 12. marts 1765), datter af søofficer Jesper Hansen Reichard (død 1752) og Margrethe Marie f. Berg; 2. gang 22. februar 1768 med Christine Bodille Birgitte de Flindt (11. maj 1748 – 22. juni 1787), datter af konferensråd Henrik de Flindt og dennes 1. hustru, Johanne Christine f. Riis (død 1755); 3. gang med Elisabeth f. Flindt (1743 – 18. juni 1819), enke efter kammerråd Thor Hansen Wederkinch og datter af major Henrik Flindt og Vilhelmine Elisabeth Charlotte f. Merchel. I sit andet ægteskab var han fader til regeringsadvokat, sorenskriver i Bamle Bredo Henrik von Munthe af Morgenstierne (1774-1835). Hans efterslægt lever i Norge. Hans tredje ægteskab, som blev indgået efter 1787, var barnløst.